# Bassania subturpis
Bassania subturpis là một loài bướm đêm trong họ Geometridae.